# OB-02 Šolta
OB-02 Šolta je ratni brod u sastavu flote Hrvatske ratne mornarice. Prema klasifikaciji, radi se o ophodnom brodu, odnosno o bivšem ophodnom čamcu Jugoslavenske ratne mornarice klase Mirna PČ-176 Mukos. Brod je izgrađen u Brodogradilištu Kraljevica, a porinut je 11. studenoga 1982. godine.

## Povijest korištenja
Brod je teško oštećen 14. studenoga 1991. u diverzantskoj akciji u vodama pokraj Šolte, pogotkom mini torpeda u pramčani dio. Brod se nalazio u sastavu taktičke grupe "Kaštela" (zapovjedni brod ove TG bio je VPBR-31 Split), a u akciji su na brodu poginula tri mornara. Ophodni brod "Mukos" prihvatili su mještani otoka Šolte, doteglili su ga u uvalu Nečujam i nasukali. Kasnije je roniteljima Hrvatske ratne mornarice priskočio u pomoć "Brodospas" koji je brod osposobio za tegljenje i oteglio u Remontni zavod Šibenik. Napad na ovaj brod bio je povod za odmazdu sljedećeg jutra (15. studenog) i topničku paljbu po "izabranim ciljevima" u gradu Splitu (Arheološki muzej, zgrada Općine Split, sportski kompleks "Gripe", Higijenski zavod, Tehnička škola, trajekt "Vladimir Nazor"), na Braču i po Šolti.

Nakon remonta, brod je 1993. godine kršten pod imenom "Šolta" i stavljen u operativnu uporabu flote HRM. Brod se nalazi u sastavu Obalne straže Republike Hrvatske.

Tijekom 2008. preimenovan je iz OB-62 Šolta u OB-02 Šolta.

## Vanjske poveznice
|  | Zajednički poslužitelj ima još gradiva o temi OB-02 Šolta |